# Arte babilonese
L'arte babilonese, sviluppatasi in Mesopotamia tra i fiumi Tigri ed Eufrate, succede all'arte e alla civiltà sumera, anche se per lungo tempo prosegue sullo stesso modello culturale e iconografico del periodo precedente.
L'arte babilonese si divide in tre periodi: Periodo Paleobabilonese (2004 a.C.-1595 a.C.), Periodo Cassita (1595 a.C.-1150 a.C.) e della II dinastia di Isin (1150 a.C.-1025 a.C.), Periodo Neobabilonese (625 a.C.-539 a.C.). Il periodo che parte dal 1025 a.C. e arriva al 625 a.C. vede la Mesopotamia sotto il dominio degli Assiri

## Periodo Paleobabilonese
Dopo  potere della città di Ur e della sua dinastia di sovrani, periodo nel quale si fa finire anche la civiltà sumera, dovuta all'invasione di popoli elamiti e amorrei, numerose città della Mesopotamia meridionale (Isin, Larsa, Mari e Babilonia) si spartiscono e si alternano il dominio sull'intera regione.

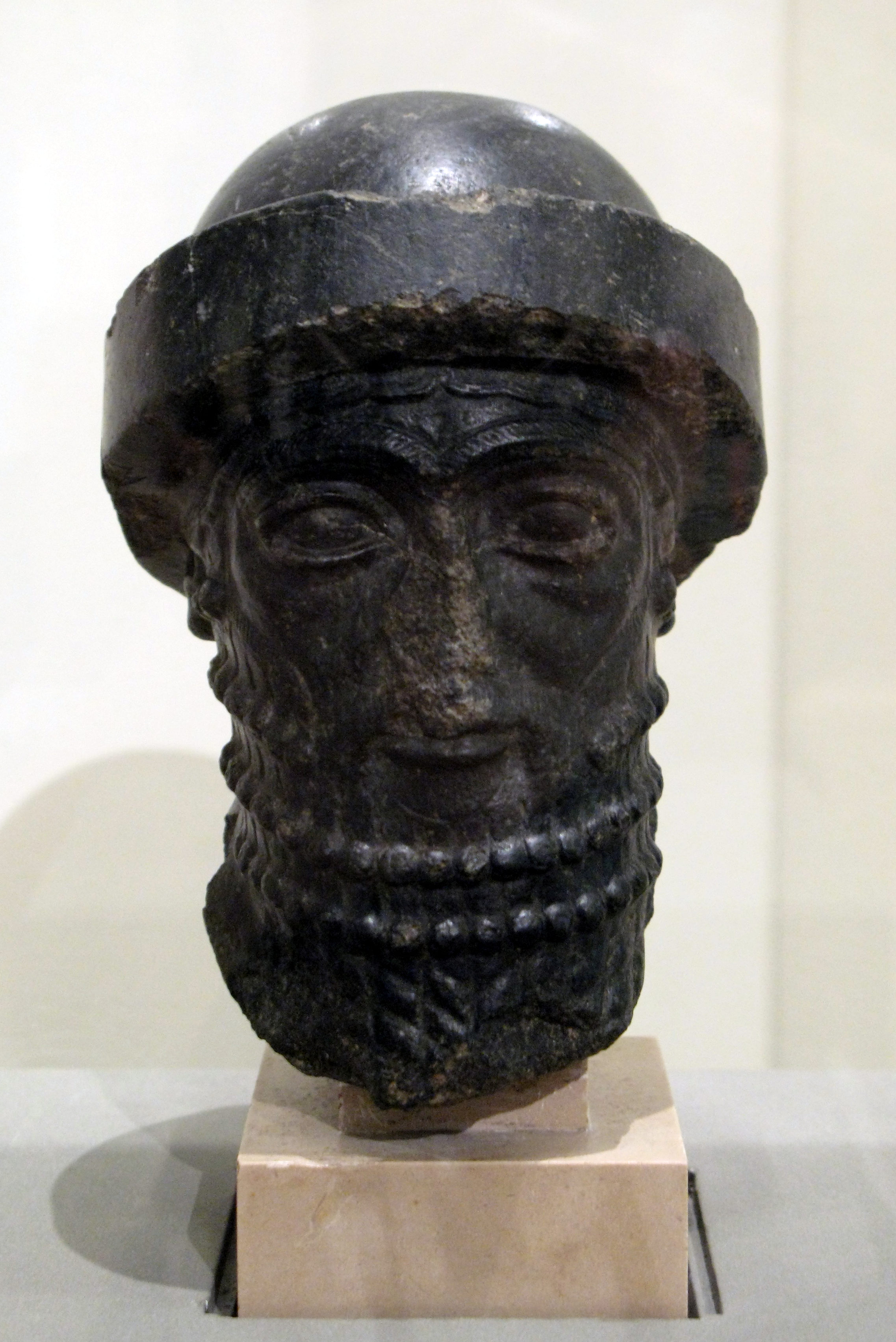
Testa di sovrano paleobabilonese da Susa (XIX secolo a.C.) Parigi, Musèe du Louvre

Nella città di Isin sale al trono il sovrano Ishbi-Erra (2017 - 1985 a.C.), il quale inizia una guerra contro i popoli invasori che porterà alla cacciata di questi ultimi dalla Mesopotamia meridionale. Il sovrano libera la città di Ur dagli elamiti ed estende i confini del suo regno fin sulle coste del Golfo Persico.
Successivamente alla cacciata degli invasori la città di Larsa si scontra con i sovrani di Isin e nel XIX secolo a.C. li sottomette, inglobando il loro regno ai propri territori.

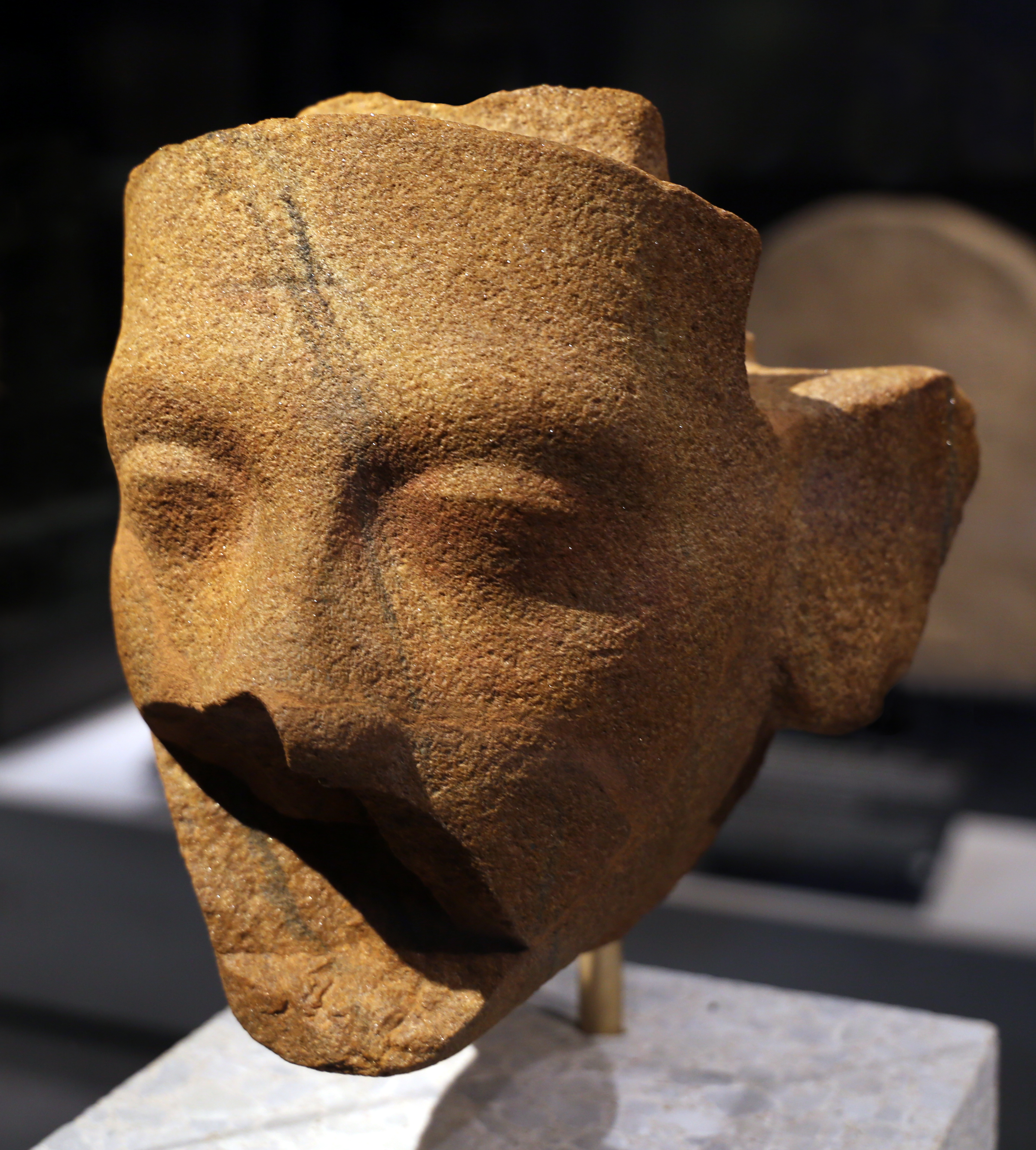

Successivamente i sovrani della prima dinastia di Babilonia estendono la loro influenza ai territori circostanti la città e sotto il sovrano Hammurabi (1792 - 1750) regneranno su una Mesopotamia unificata. I successori di Hammurabi dovranno combattere e difendere i propri confini dall'ascesa dei Cassiti e degli Ittiti. Il popolo ittita, proveniente dall'entroterra anatolico, invaderà infine Babilonia, la saccheggerà e deprederà il suo santuario principale, dedicato al dio Marduk. Intorno al 1595 a.C. i Cassiti, approfittando del caos lasciato dal popolo ittita, conquisteranno Babilonia e tutta la regione meridionale della Mesopotamia.

### Architettura
Lo sforzo edilizio dei sovrani di questo periodo è rivolto soprattutto al restauro e all'ampliamento di vecchi edifici di epoche precedenti.
L'edilizia religiosa amplia e modifica i canoni ideati nella tradizione neosumerica: tre ambienti riservati al personale del tempio, posti trasversalmente all'asse principale, che sono di introduzione ad un'ampia corte centrale, la quale a sua volta introduce a un'antecella e alla cella vera e propria del santuario, dove è posta la statua della divinità adorata nel complesso religioso, mentre nel perimetro del tempio si sviluppano numerosi vani minori. Esternamente le mura degli edifici religiosi erano decorati con contrafforti e lesene, tipologia ripresa dalla tradizione sumerica di decorare le mura degli edifici cultuali.

### Statuaria
La statuaria di questo periodo è ad oggi scarsamente documentata sia sul piano delle fonti antiche sia dai ritrovamenti archeologici, i quali hanno riportato alla luce solo parti frammentarie e spesso al di fuori dei loro contesti originari.
Gli esemplari più antichi a noi pervenuti giungono dalla città di Eshnunna e possiedono una struttura volumetrica molto piatta, del tutto simile a quella riscontrata nella precedente arte neosumerica:
sopracciglia unite a lisca di pesce, capelli uniti e divisi equamente sulla fronte, tiara del tutto simile alle sculture di Gudea di Lagash, baffi incisi.
Dal XVIII al XVII secolo a.C. la scultura paleobabilonese si evolve e presenta una struttura volumetrica più accentuata, con l'introduzione dell'incisione per la realizzazione di particolari legati all'anatomia dei corpi e delle vesti.

### Rilievo

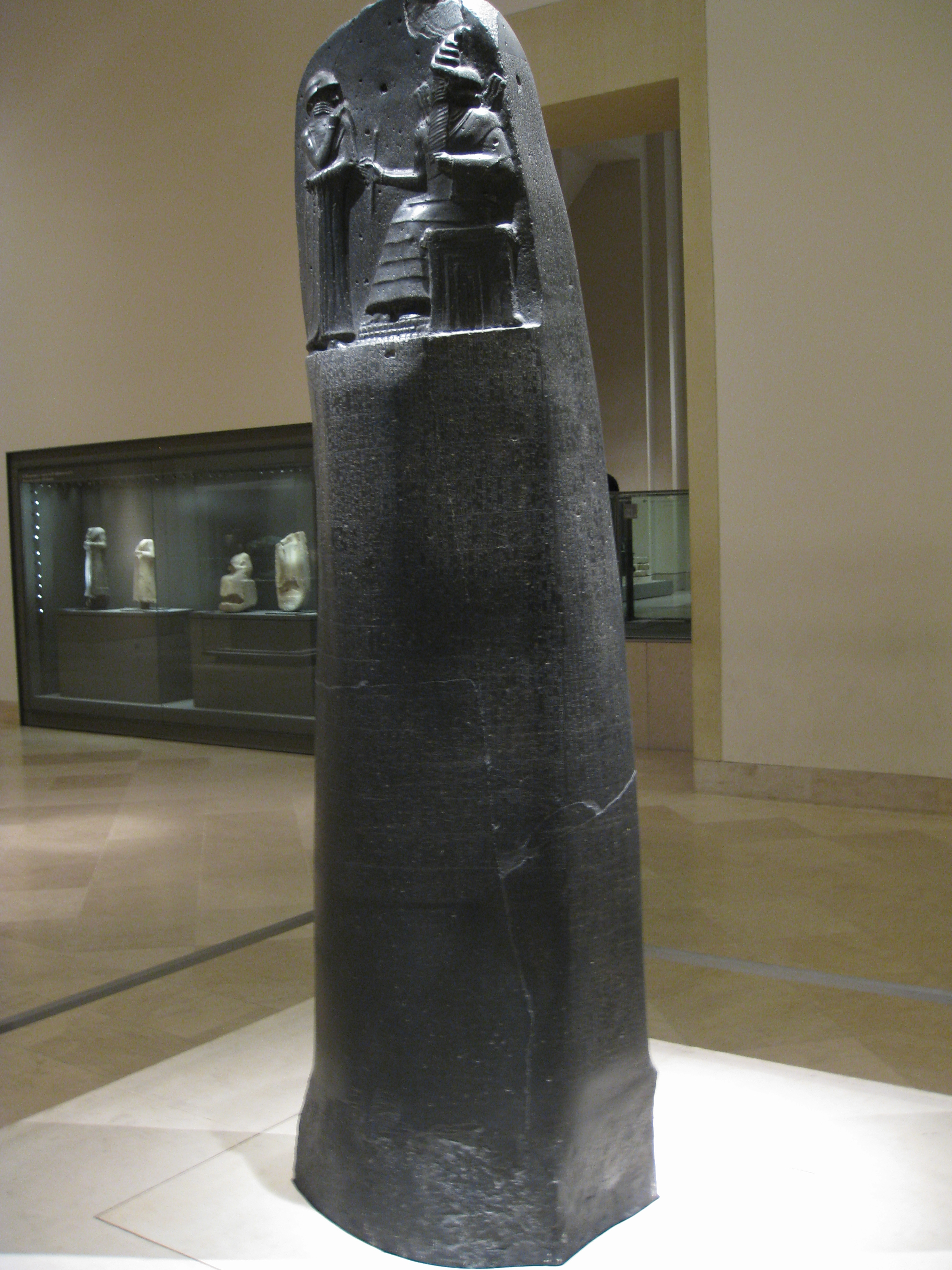
Stele di Hammurabi, bassorilievo su basalto, 225x65 cm. (1760 a.C.) Parigi, Musèe du Louvre

In questo periodo si assiste alla diffusione di stele che raccolgono varie sentenze giudiziarie, affiancate alle tradizionali stele evocanti vittorie, guerre e costruzioni cultuali.
Gli scultori delle stele prediligono un modellato accentuato con superfici tonde e un marcato realismo delle figure rappresentate.
La stele più nota del periodo paleobabilonese è il codice di Hammurabi, proveniente da Susa e ora conservato a Parigi al Museo del Louvre.
Il rilievo in pietra celebrativo dei sovrani è affiancato dal rilievo coroplastico, rappresentante le divinità del pantheon mesopotamico.

### Glittica
La glittica paleobabilonese eredita lo stile dell'arte neosumerica, ma rielabora i temi delle lotte tra gli eroi e le fiere. La superficie dei sigilli viene arricchita dalla realizzazione di esseri mitologici e si assiste alla quasi totale sostituzione delle fiere, capovolte e abbattute dall'eroe, con le raffigurazioni di capridi, anch'essi assoggettati da un eroe nudo e con lunga barba.
L'iconografia presente nei sigilli reali mantiene la scena d'introduzione o intercessione riscontrabile nel periodo precedente, attuando però alcune modifiche stilistiche e iconografiche: le figure divine non vengono più rappresentate sedute ma stanti, di dimensioni maggiori al fedele e con offerte poste dietro a questo, con una gamba appoggiata sopra una testa di leone, uno sgabello oppure una montagna; inoltre vengono introdotti simboli che ne permettono l'identificazione.
Le divinità maggiormente rappresentate sono Ishtar e Shamash.

## Periodo cassita e della II dinastia di Isin
Dopo la conquista della città di Babilonia da parte degli Ittiti e successivamente al suo abbandono, i Cassiti provenienti dai monti Zagros occupano e conquistano la Mesopotamia meridionale, mantenendo il potere per almeno quattrocento anni.
Verso il 1150 a.C. il popolo cassita viene cacciato e prende il dominio la II dinastia di Isin che governerà la regione fino al 1025 a.C. circa, data della conquista Assira.

### Architettura
I sovrani cassiti realizzano i palazzi e gli edifici di culto sullo stesso modello stilistico del periodo precedente; inoltre i re si dedicano al restauro degli edifici e dei santuari già esistenti, soprattutto in città come Ur, Uruk, Isin, Nippur e Babilonia.
L'unica testimonianza giuntaci di architettura laica di questo periodo riguarda il palazzo rinvenuto a Dūr Kurigalzū, fatto erigere dal sovrano Kurigalzu I e risalente al termine del XV secolo a.C., si discosta dal tradizionale schema del palazzo babilonese per la mancanza della centralità della corte interna e dall'organizzazione degli ambienti, posti in nove settori con distinte funzionalità: cerimoniali, rappresentanza, amministrativi e residenziali.

### Rilievo

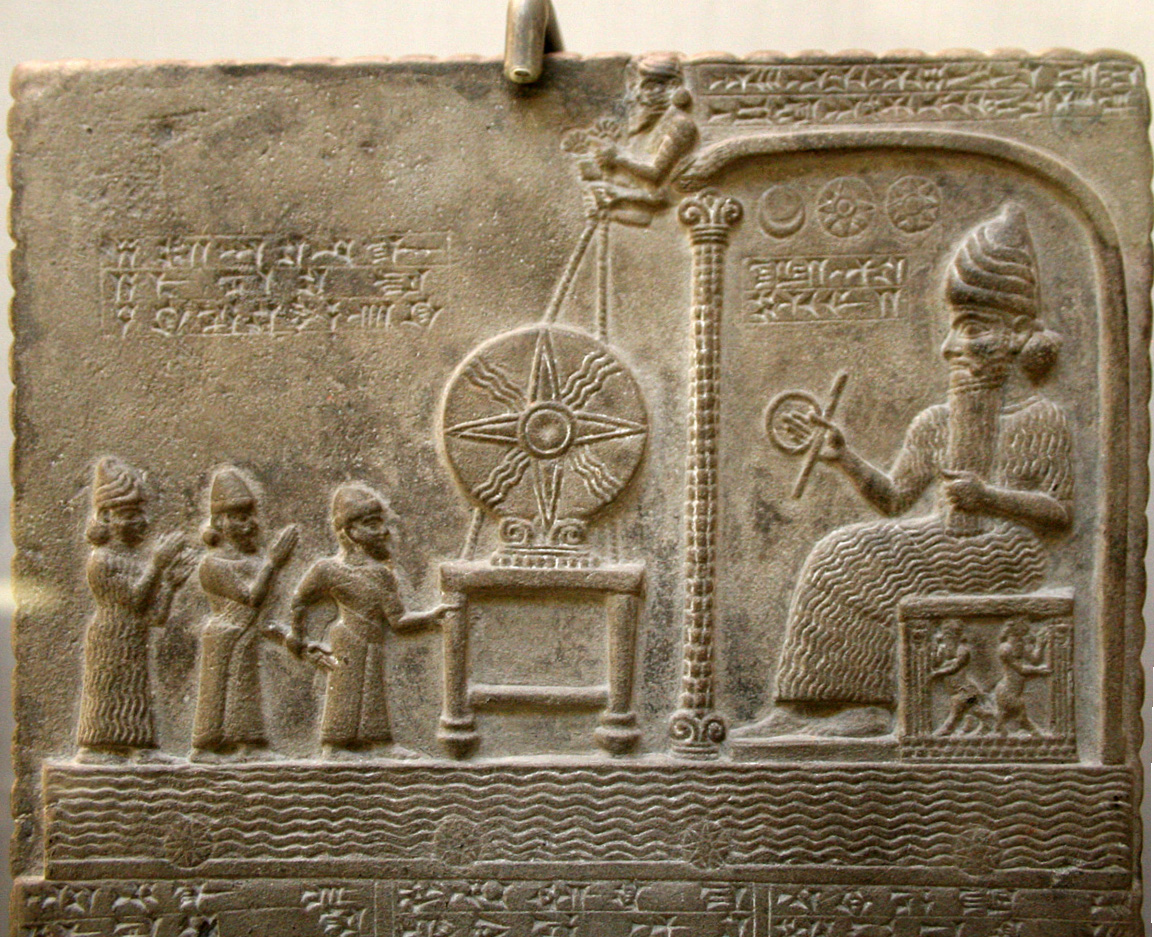
Rilievo di Nabuaplaiddina, IX secolo a.C., Londra, British Museum

In epoca cassita l'arte del rilievo è rappresentata principalmente da numerose stele o kudurru di forma ovoidale lavorate nella diorite nera, recanti testi incisi riguardanti donazioni elargite dal sovrano verso un dignitario o un principe o un funzionario. I kudurru presentano nella zona superiore simboli di divinità.
I kudurru si possono distinguere in tre diversi periodi di esecuzione in base allo stile e all'accuratezza dei rilievi e alle raffigurazioni presenti:
- XIV-XIII secolo a.C.: si riscontrano esecuzioni molto caotiche con collocazioni casuali dei simboli divini;

- prima metà XII secolo a.C.: si assiste alla comparsa di simboli divini posti su podi che vengono sorretti dall'animale assimilato alla divinità, iconograficamente fa la sua comparsa l'uccello di Kharbe, l'aratro e il busto femminile, lo spazio decorativo non viene più diviso in vari registri, solitamente tre, privilegiando invece la scena unica;

- fine XII e XI secolo a.C.: l'iconografia si standardizza e le figure rappresentate divengono massicce, grossolane e squadrate, perdendo in vivacità, in scioltezza e in realismo.

### Glittica
I sigilli cassiti si ispirano principalmente alle realizzazioni paleobabilonesi, anche se si riscontrano alcune innovazioni di stile come l'allungamento delle figure che divengono alte e slanciate.
Intorno al XVI - XIII secolo a.C. le scene raffigurate sui sigilli subiscono l'influsso dell'arte assira e guadagnano in naturalezza e vivacità compositiva.

## Periodo Neobabilonese
Dal IX al VII secolo a.C. la Mesopotamia viene conquistata e assoggettata al dominio degli Assiri. Babilonia viene saccheggiata e distrutta nel 689 a.C. sotto il dominio del sovrano assiro Sennacherib.

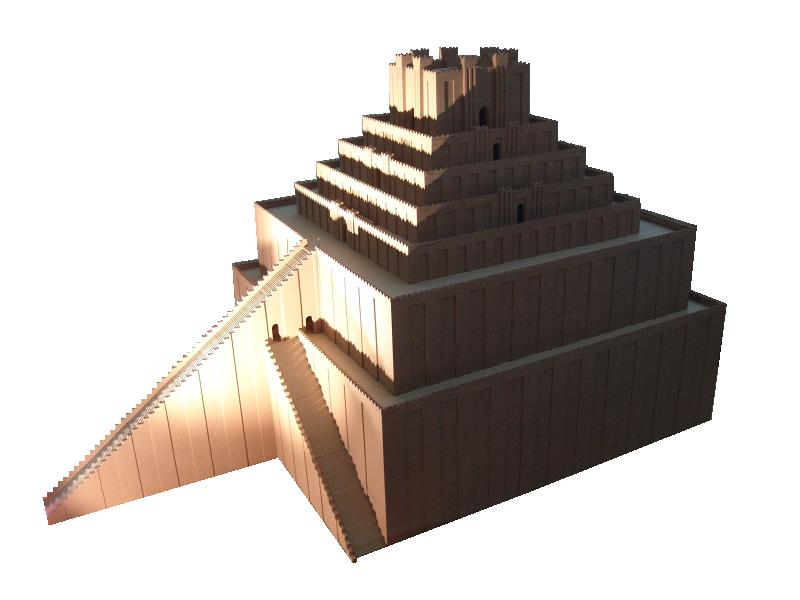
Ricostruzione dell'Etemenanki

L'autonomia babilonese viene raggiunta a seguito del crollo dell'impero assiro nel 614 a.C. Il sovrano neo-babilonese Nabucodonosor II rifonda la città di Babilonia, ricostruisce e restaura i templi e i maggiori centri cultuali cittadini, dando inizio ad un nuovo periodo di prosperità e benessere. La potenza babilonese termina nel 539 a.C. con la conquista di Babilonia da parte di Ciro il Grande, re dei Persiani.

### Architettura
I sovrani di questo periodo intraprendono un vasto programma di restauro e di ricostruzione dei maggiori edifici religiosi della città di Babilonia e dell'intera Mesopotamia meridionale. Nabucodonosor II riedifica e restaura Babilonia: edificazione delle doppie mura di fortificazione, vari edifici sacri, l'Esagila e l'Etemenanki, palazzi reali.
Tra i palazzi reali edificati in questo periodo, il complesso di maggiori dimensioni è il palazzo Meridionale, iniziato dal sovrano Nabopolassar (625-605 a.C. circa) e ricostruito dal suo successore Nabucodonosor II (605 - 562 a.C. circa). Il palazzo reale misurava 300x150 m e si articolava in cinque blocchi con ambienti dislocati attorno a cinque corti centrali: le residenze del re e delle regina, le stanze dei funzionari di corte, gli uffici amministrativi, le stanze di rappresentanza e ricevimento, la sala del trono, le abitazioni dei dignitari di alto lignaggio e le stanze del Tesoro.

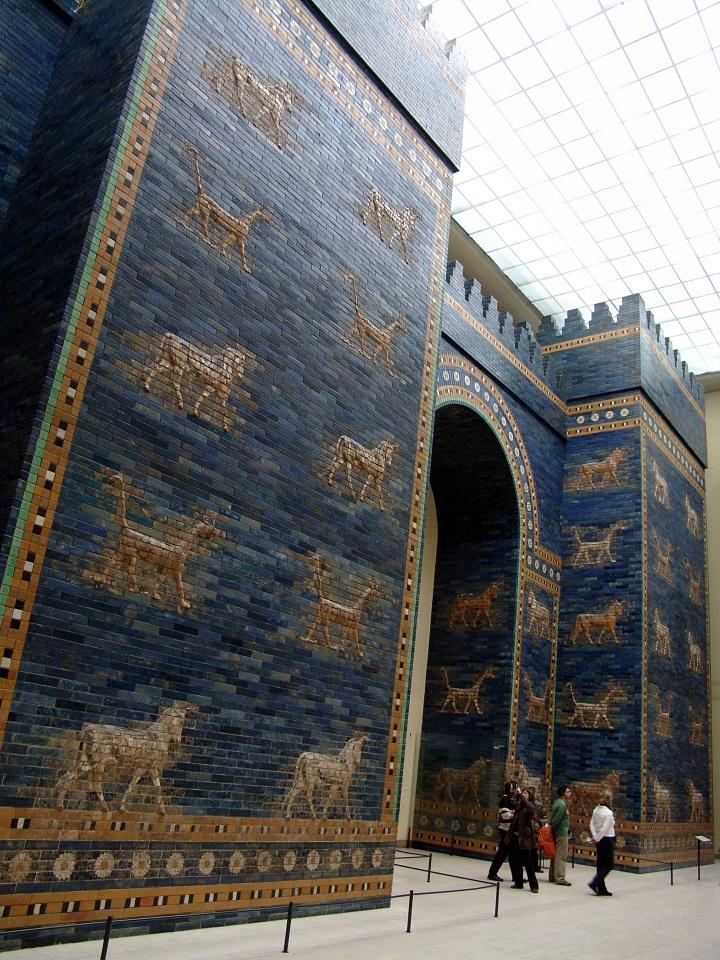
Porta di Ishtar VII secolo a.C. Berlino, Pergamon Museum

Tra i complessi religiosi i più importanti, attestati archeologicamente in scarsi ritrovamenti ma ampiamente descritti nelle fonti antiche, sono l'Esagila e l'Etemenanki. Il primo era il santuario del dio Marduk, il principale degli dei babilonesi; luogo in cui si svolgevano i rituali di consacrazione del sovrano e dove, secondo la tradizione babilonese, si riunivano in assemblea tutte le divinità. Le fonti indicano la presenza all'interno del tempio di una cella decorata in oro e pietre preziose e di un soffitto realizzato in legno di cedro del Libano. Il santuario rimase in uso fino all'invasione di Serse (482 a.C.) che lo sconsacrò; mentre Alessandro Magno dopo la conquista di Babilonia ne ordinò la riapertura e il restauro. Il secondo edificio religioso, presente nel testo biblico conosciuto anche come Torre di Babele e descritto da Erodoto, era un colossale ziqqurat a pianta quadrata che misurava 91,5 m per lato e 91,5 m di altezza con sette terrazzamenti sovrapposti. La sommità della costruzione era dominata da un tempio che misurava più di 20 m per lato.
Altra importante testimonianza architettonica di questo periodo è la porta di Ishtar, edificata per volontà di Nabucodonosor II come ottava porta d'ingresso nelle cinte di mura di Babilonia, ora è conservata a Berlino al Pergamon Museum. La porta è completamente decorata da un rivestimento di mattoni invetriati lisci di colore blu e di mattoni invetriati decorati con figure di tori, leoni e draghi di colore bianco e giallo. Questo tipo di decorazione a mattoni invetriati sarà ampiamente diffusa nei palazzi di epoca persiana, come a Susa e Persepoli.

### Rilievo

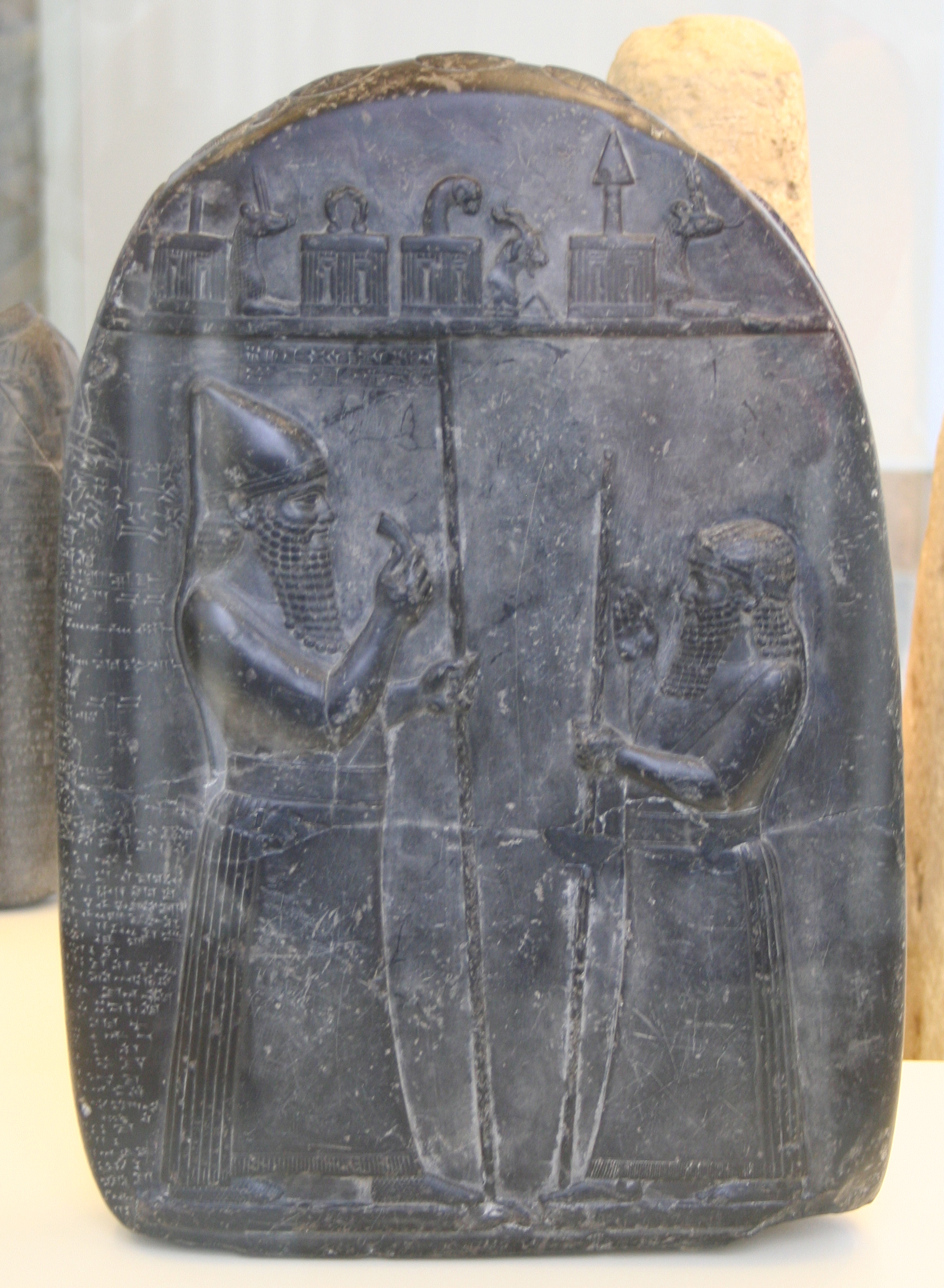
Stele di Mardukaplaiddina II, VII secolo a.C., Berlino, Vorderasiatisches Museum

Le opere a rilievo di questo periodo sono molto scarse e questo non ci permette di farci un'idea chiara sulla produzione e sullo stile utilizzato. I pochi reperti conosciuti mostrano l'utilizzo di nuove forme dai contorni più morbidi, in cui prevale la linea curva e sinuosa che dona alle raffigurazioni un maggior naturalismo plastico e un'eleganza assente nelle realizzazioni del periodo precedente. Le opere realizzate in questo periodo risentono dell'innovazioni artistiche, stilistiche e iconografiche introdotte in Mesopotamia durante il dominio degli Assiri
Iconograficamente si riscontra la raffigurazione su stele del sovrano, con tiara a punta sul capo, con asta regale stretta in una mano e un piccolo oggetto di forma ricurva (di difficile interpretazione) stretto nell'altra, stante innanzi a un funzionario. Le divinità sono raffigurate esclusivamente sotto forma di simboli posizionati nella zona superiore dello spazio scenico. Un esempio di quest'arte è la Stele di Mardukaplaiddina II.
L'ultimo sovrano neobabilonese, Nabonedo (555 - 539 a.C.), abbandonerà il plasticismo e il naturalismo utilizzato nei rilievi dai suoi predecessori, preferendo uno stile più schematico con figure meno morbide ma più plastiche.

### Glittica
Le tematiche di questo periodo riguardono principalmente temi religiosi e rituali: un sacerdote davanti ad un altare e simboli identificanti le divinità.
Le figure sono eseguite in modo plastico, la scena rappresentata è essenziale, con poche figure, nella quale mancano elementi secondari; inoltre sono del tutto assenti i diffusi fregi continui e le lotte tra personaggi mitici e fiere presenti nei periodi precedenti sia babilonesi che sumeri.